# 8639-es mellékút (Magyarország)
A 8639-es számú mellékút egy csaknem 20 kilométer hosszú, négy számjegyű országos közút Vas vármegye területén; a megyeszékhely Szombathelyet köti össze Csepreg városával.

## Nyomvonala
A 87-es főútból ágazik ki, annak a 28+700-as kilométerszelvénye közelében lévő körforgalmú csomópontból, Szombathely belterületének északkeleti peremén. Első méterei után elhalad a volt szombathelyi határőr laktanya épületegyüttese mellett, majd alig 200 méter után külterületen folytatódik.

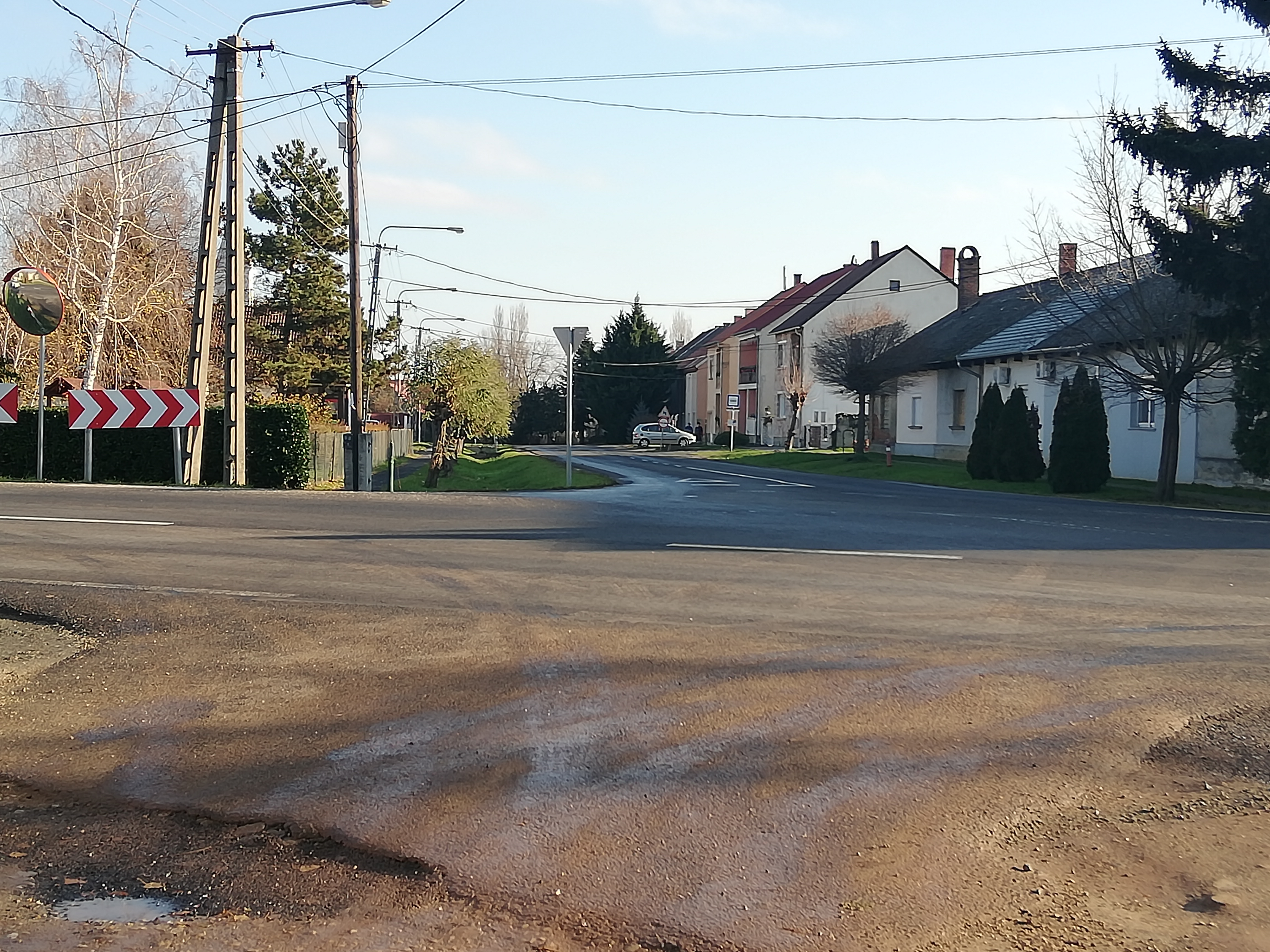
A 8638-as út kiágazása a 8639-esből Söpte déli részén

1,6 kilométer megtételét követően Söpte területére lép, a községet 3,3 kilométer után éri el, s ott a Kossuth Lajos utca nevet veszi fel. Néhány lépéssel ezután kiágazik belőle kelet felé a 8638-as út Acsád felé, a 8639-es pedig északi irányt vesz. Nagyjából 4,5 kilométer után hagyja maga mögött a település lakott részeit, az 5+350-es kilométerszelvénye táján pedig a határai közül is kilép.
Vasasszonyfa területén folytatódik, a korábbihoz képest ismét egy kissé keletebbi irányban; a belterületet 7,3 kilométer után éri el, de a 8. kilométere táján már ki is lép onnét. A következő elágazása – a 8643-as út betorkollása, a 8+100-as kilométerszelvényénél – már újra külterületen találja, s a keresztezést elhagyva ismét északi irányba fordul. Így éri el 9,4 kilométer után Kőszegpaty keleti határszélét is; a községet ennél jobban nem érinti, s hamarosan a határvonalat is elhagyja. 10,4 kilométer után újabb kereszteződése következik, ismét teljes egészében vasasszonyfai területen: ott a 8636-os úttal keresztezik egymást, utóbbi itt 5,3 kilométer megtételén van túl, Acsád és Kőszeg (Kőszegfalva) között.
Kevéssel a 11+300-as kilométerszelvénye előtt elhalad az út Vasasszonyfa, Meszlen és Tömörd hármashatára mellett, de Meszlent ennél jobban nem is érinti, tömördi határok között folytatódik. A községet a 13. kilométere után éri el, de lakott területeinek csak a keleti peremvidékét érinti, a központját elkerüli, oda csak a 86 128-as számú mellékút vezet, amely a belterület északkeleti szélén, az út 13+450-es kilométerszelvényénél ágazik ki, nyugat felé.

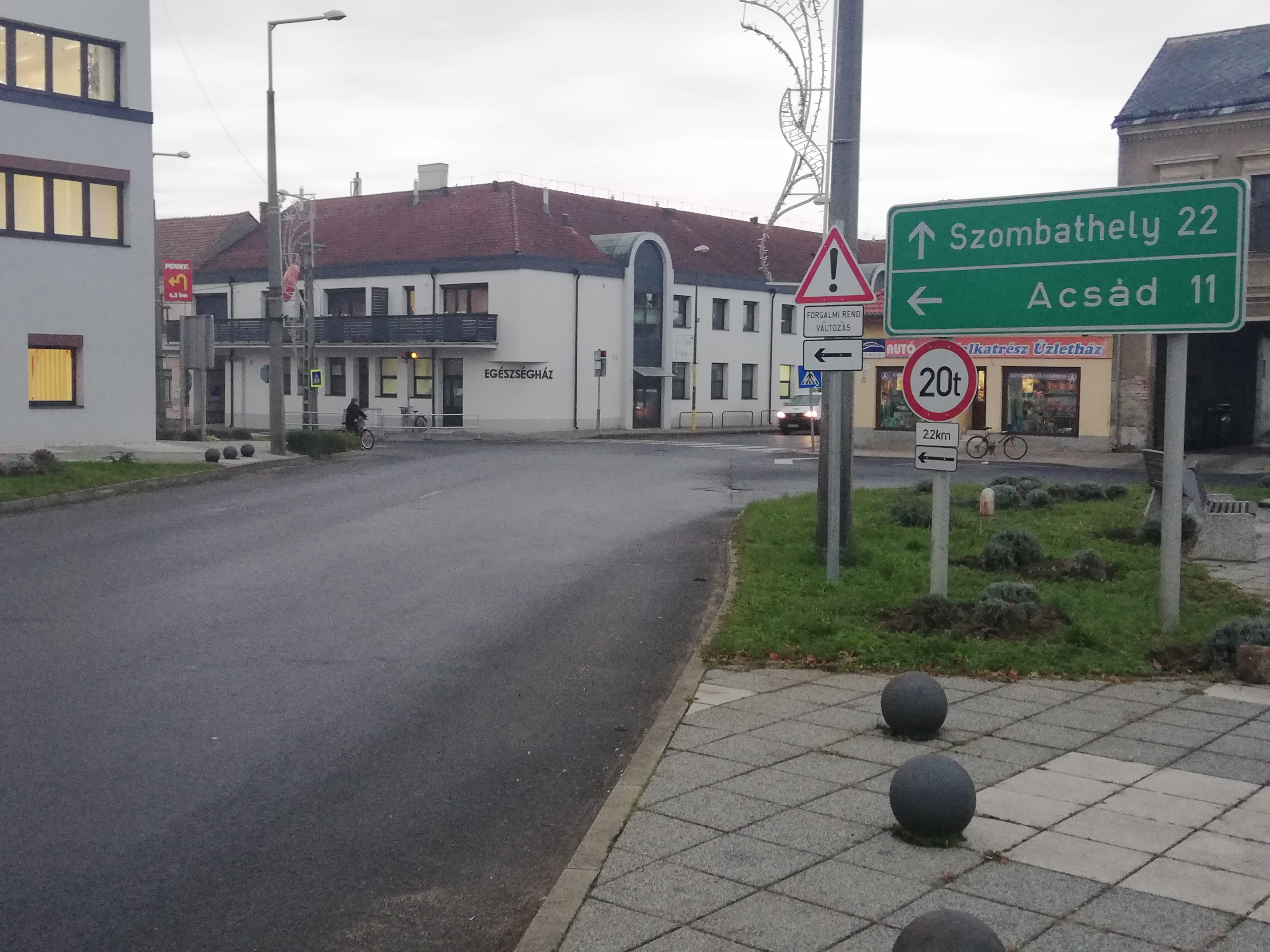
Utolsó méterei Csepreg központjában, a 8638-as út visszatorkollásával (utóbbi a képen bal felől)

14,7 kilométer után éri el az út Csepreg déli határszélét, 17,6 kilométer után pedig beér a kisváros lakott területére. Belterületi szakasza előbb az Ady Endre utca, majd a Bajcsy-Zsilinszky utca nevet viseli, így éri el a központban azt a kereszteződést is, ahol déli irányból visszatorkollik bele a 8638-as út. Ettől a ponttól már alig 50 méternyit húzódik – északkeleti irányban –, azt követően pedig véget is ér, beletorkollva a 8624-es útba, annak a 10+300-as kilométerszelvénye közelében.
Teljes hossza, az országos közutak térképes nyilvántartását szolgáló kira.gov.hu adatbázisa szerint 18,739 kilométer.

## Települések az út mentén
- Szombathely
- Söpte
- Vasasszonyfa
- (Kőszegpaty)
- (Meszlen)
- Tömörd
- Csepreg